# Kazimierz Suder
Kazimierz Suder (ur. 23 lipca 1922 w Mogile (obecnie Kraków), zm. 27 listopada 2012 w Krakowie) – polski duchowny katolicki, protonotariusz apostolski (infułat), kapłan archidiecezji krakowskiej, długoletni proboszcz parafii Ofiarowania NMP w Wadowicach. Był ostatnim żyjącym seminaryjnym przyjacielem Karola Wojtyły, późniejszego papieża Jana Pawła II.
W czasie okupacji tajnie studiował teologię w archidiecezjalnym seminarium. W październiku 1941 został skierowany do Makowa Podhalańskiego, gdzie pracował w urzędzie parafialnym pod opieką proboszcza – księdza Stanisława Czartoryskiego.
Święcenia kapłańskie otrzymał 5 kwietnia 1947 z rąk kardynała Adama Stefana Sapiehy.

## Praca duszpasterska
W latach 1947-1968 pracował jako wikariusz w Łapanowie, Żywcu oraz Chrzanowie. Od 1968 do 1972 proboszcz w Wilkowicach koło Bielska-Białej, pełnił tam również w latach 1971-1972 funkcję wicedziekana dekanatu Biała.
Najdłużej pracował jednak, jako wikariusz w parafii św. Anny w Krakowie (1972-1984), gdzie opiekował się m.in. powstałym w grudniu 1981, po wprowadzeniu stanu wojennego, zespołem pomocy medycznej dla osób represjonowanych i ich rodzin.
Ponadto był członkiem Archidiecezjalnej Komisji Liturgicznej (1965–1967) oraz dekanalnym duszpasterzem Rodzin w Krakowie (1976-1984).

### Wadowice – papieska bazylika
Od 25 czerwca 1984 administrator parafii Ofiarowania Najświętszej Maryi Panny w Wadowicach. Zastąpił na stanowisku proboszcza schorowanego księdza infułata doktora Edwarda Zachera. Od 8 września 1984 do 7 lutego 1998 proboszcz tejże parafii, zastąpiony przez księdza prałata Jakuba Gila.
Od początku swojej posługi w Wadowicach opiekował się wadowicką służbą zdrowia jako jej duszpasterz. W latach 1985–1989 był kapelanem Zakładu Karnego w Wadowicach, a od 1988 był także konsultorem Rady Kapłańskiej.
Od 1987 pełnił również obowiązki dziekana dekanatu Wadowice, a następnie od 1992 dekanatu Wadowice – Północ.
Po przejściu na emeryturę pomagał w duszpasterstwie w bazylice Mariackiej w Krakowie, gdzie był w ostatnich latach spowiednikiem. Pochowany na cmentarzu Rakowickim w Krakowie (kwatera S, narożnik płn.-wsch.).

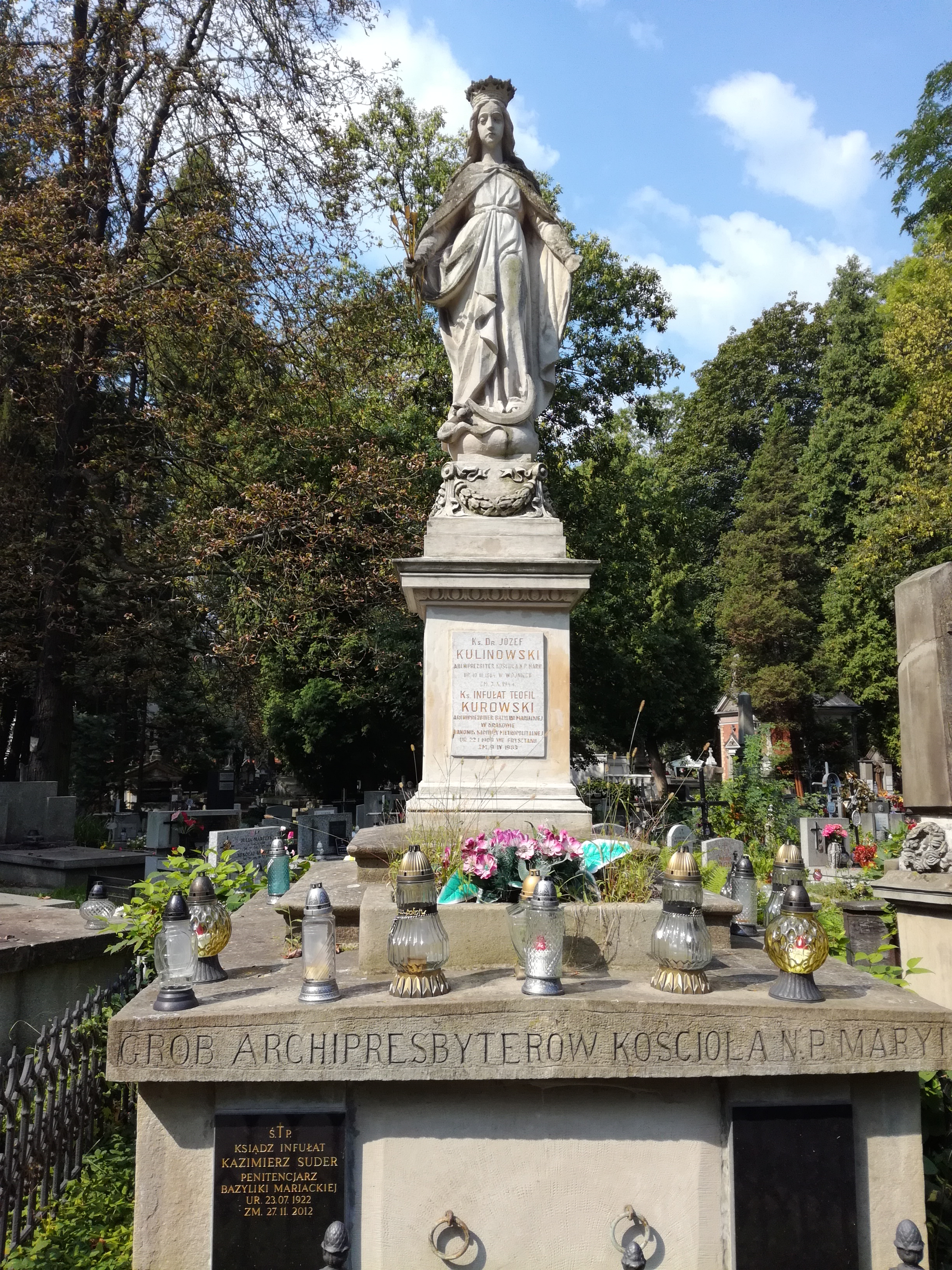
Grób ks. Kazimierza Sudera na cmentarzu Rakowickim w Krakowie

## Tytuły honorowe
W 1983 otrzymał godność Kapelana Honorowego Ojca Świętego, w 1987 Prałata Honorowego Jego Świątobliwości, zaś w 1989 Pronotariusza Apostolskiego (infułata).
Za swoje zasługi dla Wadowic otrzymał tytuł Honorowego Obywatela Miasta.

## Kontrowersje
W książce Księża wobec bezpieki na przykładzie Archidiecezji Krakowskiej ksiądz Tadeusz Isakowicz-Zaleski zawarł twierdzenie o rozpoczętych w marcu 1985 stałych kontaktach księdza Kazimierza Sudera ze Służbą Bezpieczeństwa. Zdaniem autora pozyskany współpracownik otrzymał pseudonim „Orion”, a jego doniesienia zawierały informacje o życiu parafii i dekanatu, w tym o pielgrzymkach autokarowych do Rzymu i pieszych na Jasną Górę, a także o zmianach personalnych w poszczególnych parafiach. W aktach, które zachowały się niemal w całości, znalazły się również informacje o Klubie Inteligencji Katolickiej oraz o budowie nowego kościoła św. Piotra Apostoła w Wadowicach i jego budowniczym księdzu Michale Piosku. Według relacji ks. Isakowicza-Zaleskiego zachowane zapisy nie zawierały informacji kompromitujących innych duchownych czy osoby świeckie, a w niektórych przypadkach nie wychodziły poza wiadomości podawane w ogłoszeniach parafialnych. Współpracę z „Orionem” SB oceniała jednak jako wartościową. Według autora ksiądz Kazimierz Suder został wyrejestrowany przez Służbę Bezpieczeństwa z listy jej współpracowników jesienią 1989.
Ksiądz Kazimierz Suder odpowiedział na list księdza Tadeusza Isakowicza-Zaleskiego, wyrażając swoje oburzenie i oświadczając, iż: „Nigdy nie byłem w Urzędzie Bezpieczeństwa i żadnych pism w tym Urzędzie na nikogo nie składałem”.